# Norwegischer Fußballpokal der Männer 1956
Der norwegische Fußballpokal 1956 (kurz auch NM-Cup 1956 genannt) war die 51. Austragung des Fußballpokalwettbewerbs der Männer. Pokalsieger wurde Titelverteidiger Skeid Oslo. Das Team setzte sich im Finale gegen Larvik Turn durch.

## 1. Runde
| Datum      |                       | Ergebnis  |                        |
| ---------- | --------------------- | --------- | ---------------------- |
| 10.06.1956 | Asker SK              | 5:0       | Åsen SK                |
|            | Aurskog IL            | 3:6       | SFK Lyn Oslo           |
|            | Bjørkelangen SF       | 1:2       | Strømmen IF            |
|            | Brann Bergen          | 3:1       | SK Djerv               |
|            | Brevik IL             | 0:5       | IF Borg                |
|            | Buøy IL               | 1:0       | Stavanger IF           |
|            | Clausenengen FK       | 1:2       | IL Braatt              |
|            | SK Djerv 1919         | 4:1       | Kopervik IL            |
|            | FK Donn               | 3:1       | Nedenes IL             |
|            | SBK Drafn             | 1:2       | Kongsberg IF           |
|            | Eik IF                | 3:1       | Drammens BK            |
|            | SK Falk Horten        | 2:3       | Mjøndalen IF           |
|            | Flekkefjord FK        | 0:2 n. V. | Bryne FK               |
|            | Florø SK              | 1:2       | Langevåg IL            |
|            | SK Freidig            | 3:1       | SK Nessegutten         |
|            | FK Fremad Lillehammer | 10:00     | Tynset IF              |
|            | Frigg Oslo FK         | 10:10     | Sørli IF               |
|            | Geithus IL            | 1:0       | Stabæk IF              |
|            | Gjerpen IF            | 0:4       | Sandefjord BK          |
|            | Gjøvik SK             | 2:3       | Vålerenga Oslo         |
|            | IK Grane Arendal      | 4:3       | Herkules IF            |
|            | Greåker IF            | 3:1       | Kvik Halden FK         |
|            | Grue IL               | 1:4       | Hamar IL               |
|            | Grüner IL             | 1:2       | Sagene IF              |
|            | Ham-Kam               | 4:2       | SK Mesna               |
|            | SK Hardy              | 0:6       | Årstad IL              |
|            | IL Hødd               | 5:1       | Aalesunds FK           |
|            | Jevnaker IF           | 2:1       | Fram Larvik            |
|            | IL Jotun              | 0:2       | Raufoss IL             |
|            | Kapp IF               | 4:1       | SF Grei                |
|            | Kragerø IF            | 2:7       | Odds BK                |
|            | Kristiansund FK       | 5:1       | Dahle IL               |
|            | FK Kvik Trondheim     | 8:1       | SK Wing                |
|            | Lillestrøm SK         | 11:00     | Einastrand IL          |
|            | Lisleby FK            | 5:1       | Sandaker SFK           |
|            | Molde FK              | 2:1 n. V. | SK Træff               |
|            | SK Nationalkameratene | 1:1 n. V. | IL Sverre              |
|            | Nordnes IL            | 3:3 n. V. | IL Fjell-Kameratene    |
|            | Os TF                 | 4:0       | Nymark IL              |
|            | Ranheim IL            | 2:0       | SK Falken              |
|            | SK Rapid Moss         | 3:0       | Tune IL                |
|            | Rjukan IL             | 1:2       | IF Pors                |
|            | Sarpsborg FK          | 4:1       | Mysen IF               |
|            | Selbak TIF            | 5:0       | IL Spartacus Oslo      |
|            | Skeid Oslo            | 6:1       | SK Lillestrøm/Fram     |
|            | Ski IL                | 2:5 n. V. | FK Sparta Sarpsborg    |
|            | Skiens BK             | 0:2       | Larvik Turn            |
|            | SK Snøgg              | 5:0       | IF Tønsberg-Kameratene |
|            | Steinkjer FK          | 3:1       | Neset FK               |
|            | SK Sterling           | 1:9       | Moss FK                |
|            | IL Stjørdals-Blink    | 1:3       | Rosenborg Trondheim    |
|            | Strømsgodset IF       | 1:0       | Vestfossen IF          |
|            | IL Sørfjell           | 1:3       | Start Kristiansand     |
|            | Torp IF               | 1:3       | Fredrikstad FK         |
|            | SK Tryggkameratene    | 1:4       | SK Brage               |
|            | Tønsbergs TF          | 2:1       | Ulefoss SF             |
|            | SK Ulf                | 3:2       | Verhaug IL             |
|            | Urædd FK              | 5:1       | FK Ørn                 |
|            | Vang IL               | 0:3       | FK Gjøvik Lyn          |
|            | IL Varegg             | 7:0       | Fana IL                |
|            | FK Vidar              | 0:4       | SK Vard Haugesund      |
|            | FK Vigør              | 1:8       | FK Jerv                |
|            | Viking Stavanger      | 6:1       | SK Jarl                |
|            | FBK Voss              | 0:1       | SK Baune               |

### Wiederholungsspiele
| Datum      |          | Ergebnis |               |
| ---------- | -------- | -------- | ------------- |
| ??.06.1956 | SK Baune | 1:3      | SK Djerv 1919 |
|            | IF Borg  | 3:1      | SK Snøgg      |

## 2. Runde
| Datum      |                     | Ergebnis  |                       |
| ---------- | ------------------- | --------- | --------------------- |
| 17.06.1956 | SK Baune            | 0:0 n. V. | SK Djerv 1919         |
|            | IF Borg             | 1:5       | SK Snøgg              |
|            | IL Braatt           | 1:6       | Ranheim IL            |
|            | SK Brage            | 1:1 n. V. | SK Freidig            |
|            | Bryne FK            | 0:3       | Viking Stavanger      |
|            | Fredrikstad FK      | 8:0       | Geithus IL            |
|            | FK Gjøvik Lyn       | 0:2       | Asker SK              |
|            | Hamar IL            | 2:3 n. V. | Sarpsborg FK          |
|            | Ham-Kam             | 3:2       | Frigg Oslo FK         |
|            | IL Hødd             | 2:1       | Kristiansund FK       |
|            | FK Jerv             | 2:2 n. V. | FK Donn               |
|            | Kongsberg IF        | 3:3 n. V. | Kapp IF               |
|            | Langevåg IL         | 2:4 n. V. | Molde FK              |
|            | Larvik Turn         | 2:1       | Selbak TIF            |
|            | SFK Lyn Oslo        | 1:7       | Greåker IF            |
|            | Mjøndalen IF        | 2:1       | Eik IF                |
|            | Moss FK             | 3:0       | Lillestrøm SK         |
|            | Odds BK             | 2:1       | IK Grane Arendal      |
|            | Os TF               | 1:6       | Brann Bergen          |
|            | IF Pors             | 1:2       | Lisleby FK            |
|            | Raufoss IL          | 3:2       | SK Rapid Moss         |
|            | Rosenborg Trondheim | 2:0       | Steinkjer FK          |
|            | Sagene IF           | 0:6       | Skeid Oslo            |
|            | Sandefjord BK       | 5:0       | Jevnaker IF           |
|            | FK Sparta Sarpsborg | 7:2       | Tønsbergs TF          |
|            | Start Kristiansand  | 0:3       | Urædd FK              |
|            | Strømmen IF         | 8:0       | Strømsgodset IF       |
|            | IL Sverre           | 1:3       | FK Kvik Trondheim     |
|            | SK Ulf              | 4:0       | Buøy IL               |
|            | SK Vard Haugesund   | 2:1       | IL Varegg             |
|            | Vålerenga Oslo      | 2:0       | FK Fremad Lillehammer |
|            | Årstad IL           | 1:0       | Nordnes IL            |

### Wiederholungsspiele
| Datum      |               | Ergebnis |              |
| ---------- | ------------- | -------- | ------------ |
| 24.06.1956 | SK Djerv 1919 | 1:0      | SK Baune     |
|            | FK Donn       | 5:1      | FK Jerv      |
|            | SK Freidig    | ?:?      | SK Brage     |
|            | Kapp IF       | 9:2      | Kongsberg IF |

## 3. Runde
| Datum      |                   | Ergebnis  |                     |
| ---------- | ----------------- | --------- | ------------------- |
| 12.08.1956 | Sarpsborg FK      | 0:1       | Raufoss IL          |
|            | Greåker IF        | 3:1       | Strømmen IF         |
|            | Lisleby FK        | 2:2 n. V. | Odds BK             |
|            | Asker SK          | 7:1       | SK Brage            |
|            | Skeid Oslo        | 6:2       | Mjøndalen IF        |
|            | Kapp IF           | 2:0       | Rosenborg Trondheim |
|            | Urædd FK          | 00:11     | Fredrikstad FK      |
|            | SK Snøgg          | 3:1       | Sandefjord BK       |
|            | FK Donn           | 0:1       | Vålerenga Oslo      |
|            | Viking Stavanger  | 2:1       | SK Vard Haugesund   |
|            | SK Djerv 1919     | 0:2       | Årstad IL           |
|            | Brann Bergen      | 2:0       | SK Ulf              |
|            | IL Hødd           | 0:5       | Larvik Turn         |
|            | Molde FK          | 2:2 n. V. | FK Sparta Sarpsborg |
|            | Ranheim IL        | 2:3 n. V. | Moss FK             |
|            | FK Kvik Trondheim | 4:0       | Ham-Kam             |

### Wiederholungsspiel
| Datum      |                     | Ergebnis |            |
| ---------- | ------------------- | -------- | ---------- |
| 26.08.1956 | Odds BK             | 5:3      | Lisleby FK |
| 27.08.1956 | FK Sparta Sarpsborg | 1:0      | Molde FK   |

## 4. Runde
| Datum      |                     | Ergebnis  |                   |
| ---------- | ------------------- | --------- | ----------------- |
| 02.09.1956 | Fredrikstad FK      | 6:0       | FK Kvik Trondheim |
|            | Moss FK             | 0:8       | Skeid Oslo        |
|            | Vålerenga Oslo      | 2:1 n. V. | SK Snøgg          |
|            | Raufoss IL          | 1:2 n. V. | Viking Stavanger  |
|            | Larvik Turn         | 7:2       | Kapp IF           |
|            | Årstad IL           | 1:6       | Asker SK          |
|            | Odds BK             | 4:1       | Greåker IF        |
|            | FK Sparta Sarpsborg | 2:3       | Brann Bergen      |

## Viertelfinale
| Datum      |                  | Ergebnis  |                |
| ---------- | ---------------- | --------- | -------------- |
| 23.09.1956 | Skeid Oslo       | 5:1       | Odds BK        |
|            | Larvik Turn      | 3:3 n. V. | Fredrikstad FK |
|            | Viking Stavanger | 2:0       | Vålerenga Oslo |
|            | Asker SK         | 3:2       | Brann Bergen   |

### Wiederholungsspiele
| Datum      |                | Ergebnis  |                |
| ---------- | -------------- | --------- | -------------- |
| 30.09.1956 | Fredrikstad FK | 2:2 n. V. | Larvik Turn    |
| 07.10.1956 | Larvik Turn    | 3:1       | Fredrikstad FK |

## Halbfinale
| Datum      |                  | Ergebnis  |             |
| ---------- | ---------------- | --------- | ----------- |
| 07.10.1956 | Skeid Oslo       | 1:0       | Asker SK    |
| 14.10.1956 | Viking Stavanger | 1:1 n. V. | Larvik Turn |

### Wiederholungsspiel
| Datum      |             | Ergebnis |                  |
| ---------- | ----------- | -------- | ---------------- |
| 17.10.1956 | Larvik Turn | 2:1      | Viking Stavanger |

## Finale
| Skeid Oslo                                  | Skeid Oslo | Larvik Turn | Larvik Turn |
| ------------------------------------------- | --- | --- | ----------- |
| Skeid Oslo                                  | \| Finale \| \| 21. Oktober 1956 in Oslo (Ullevaal-Stadion) \| \| Ergebnis: 2:1 (2:0) \| \| Zuschauer: 33.444 \| \| Schiedsrichter: Gunnar Andersen \| \| Spielbericht \| | \| Finale \| \| 21. Oktober 1956 in Oslo (Ullevaal-Stadion) \| \| Ergebnis: 2:1 (2:0) \| \| Zuschauer: 33.444 \| \| Schiedsrichter: Gunnar Andersen \| \| Spielbericht \|                 | Larvik Turn |
| Skeid Oslo                                  | Øivind Johannessen – Arne Winther, Knut Gudem – Jan Gulbrandsen, Leif Belgen, Jack Farem – Jan Erik Wold, Hans Nordahl, Harald Hennum, Finn Gundersen, Bernhard Johansen  | Thor Kristiansen – Markus Borgersen, Harry Boye Karlsen – Einar Danielsen, Asbjørn Hansen – Øivind Johansen, Erling Mathisen, Gunnar Thoresen, Reidar Sundby, Per Ljostveit, Finn Rismyhr | Larvik Turn |
| Skeid Oslo                                  | 1:0 Harald Hennum (21.) 2:0 Finn Gundersen (28.) | 2:1 Reidar Sundby (65.) | Larvik Turn |
| Finale                                      | | |             |
| 21. Oktober 1956 in Oslo (Ullevaal-Stadion) | | |             |
| Ergebnis: 2:1 (2:0)                         | | |             |
| Zuschauer: 33.444                           | | |             |
| Schiedsrichter: Gunnar Andersen             | | |             |
| Spielbericht                                | | |             |